# Bułgaria na Zimowych Igrzyskach Olimpijskich 1968
Bułgarię na Zimowych Igrzyskach Olimpijskich 1968 reprezentowało 6 zawodników.

## Reprezentanci

### Biegi narciarskie

#### Kobiety
| Zawodnik                                           | Konkurencja             | Czas      | Pozycja | Źródło |
| -------------------------------------------------- | ----------------------- | --------- | ------- | ------ |
| Nadeżda Wasilewa                                   | 5 km stylem klasycznym  | 17:58.7   | 24.     | [ 1 ]  |
| Weliczka Pandewa                                   | 5 km stylem klasycznym  | 18:23.7   | 30.     | [ 1 ]  |
| Cwetana Sotirowa                                   | 5 km stylem klasycznym  | 18:27.3   | 31.     | [ 1 ]  |
| Roza Dimowa                                        | 5 km stylem klasycznym  | 19:05.6   | 33.     | [ 1 ]  |
| Nadeżda Wasilewa                                   | 10 km stylem klasycznym | 41:25.8   | 27.     | [ 2 ]  |
| Cwetana Sotirowa                                   | 10 km stylem klasycznym | 42:16.5   | 28.     | [ 2 ]  |
| Roza Dimowa                                        | 10 km stylem klasycznym | 43:18.4   | 29.     | [ 2 ]  |
| Weliczka Pandewa                                   | 10 km stylem klasycznym | 43:26.3   | 31.     | [ 2 ]  |
| Cwetana Sotirowa Weliczka Pandewa Nadeżda Wasilewa | Sztafeta 3x5 km         | 1:05:35.7 | 8.      | [ 3 ]  |

#### Mężczyźni
| Zawodnik     | Konkurencja             | Czas      | Pozycja | Źródło |
| ------------ | ----------------------- | --------- | ------- | ------ |
| Petyr Pankow | 15 km stylem klasycznym | 50:54.1   | 25.     | [ 4 ]  |
| Petyr Pankow | 30 km stylem klasycznym | 1:41:42.9 | 26.     | [ 5 ]  |

### Narciarstwo alpejskie

#### Mężczyźni
| Zawodnik      | Konkurencja   | Kwalifikacje | Kwalifikacje | Kwalifikacje | Kwalifikacje | Finał       | Finał       | Finał       | Finał       | Suma czasów | Pozycja | Źródło |
| Zawodnik      | Konkurencja   | Runda 1.     | Runda 1.     | Runda 2.     | Runda 2.     | 1. przejazd | 1. przejazd | 2. przejazd | 2. przejazd | Suma czasów | Pozycja | Źródło |
| Zawodnik      | Konkurencja   | Czas         | Pozycja      | Czas         | Pozycja      | Czas        | Pozycja     | Czas        | Pozycja     | Suma czasów | Pozycja | Źródło |
| ------------- | ------------- | ------------ | ------------ | ------------ | ------------ | ----------- | ----------- | ----------- | ----------- | ----------- | ------- | ------ |
| Petyr Angelow | Zjazd         | —            | —            | —            | —            | 2:18.71     | 63.         | —           | —           | 2:18.71     | 63.     | [ 6 ]  |
| Petyr Angelow | Slalom gigant | —            | —            | —            | —            | 1:59.87     | 67.         | 2:01.96     | 66.         | 4:01.83     | 64.     | [ 7 ]  |
| Petyr Angelow | Slalom        | DNF          | DNF          | 57.60        | 1. (Q)       | 1:00.72     | 43.         | 58.07       | 28.         | 1:58.79     | 29.     | [ 8 ]  |